# Czerwony szlak turystyczny rezerwat Diabla Góra – Łączna
 Czerwony szlak turystyczny rezerwat Diabla Góra – Łączna – szlak turystyczny na terenie Gór Świętokrzyskich.

## Przebieg szlaku
| Odległość | Atrakcje                  | Punkt                 | Skrzyżowania szlaków  |
| --------- | ------------------------- | --------------------- | --------------------- |
| 0,0 km    | rezerwat krajobrazowy     | rezerwat Diabla Góra  |                       |
| 12,0 km   | drzewo                    | Starzechowice PKS     |                       |
|           |                           | Machory               |                       |
| 22,0 km   | muzeum · zabytek techniki | Maleniec PKS          |                       |
| 31,0 km   | kaplica                   | Ruda Maleniecka PKS   |                       |
|           |                           | Cieklińsko            |                       |
| 42,0 km   | muzeum · zabytek techniki | Sielpia Wielka PKS    | Kuźniaki – Pogorzałe  |
|           |                           | Wólka Smolana         |                       |
|           |                           | Miedzierza            |                       |
|           |                           | Wąsosz Stara Wieś PKS | Końskie – Serbinów    |
|           |                           | Czarna                |                       |
| 63,0 km   |                           | Czarniecka Góra PKS   |                       |
|           |                           | Stąporków             |                       |
|           |                           | Hucisko               |                       |
|           |                           | Gosań                 |                       |
|           |                           | Nowy Odrowążek        |                       |
| 76,5 km   |                           | Odrowążek PKS         |                       |
|           |                           | Kopcie                |                       |
| 82,0 km   |                           | Szałas PKS            | Końskie – Serbinów    |
| 93,5 km   |                           | Zalezianka PKS        |                       |
| 97,0 km   |                           | Łączna PKP            | Starachowice – Łączna |

## Galeria

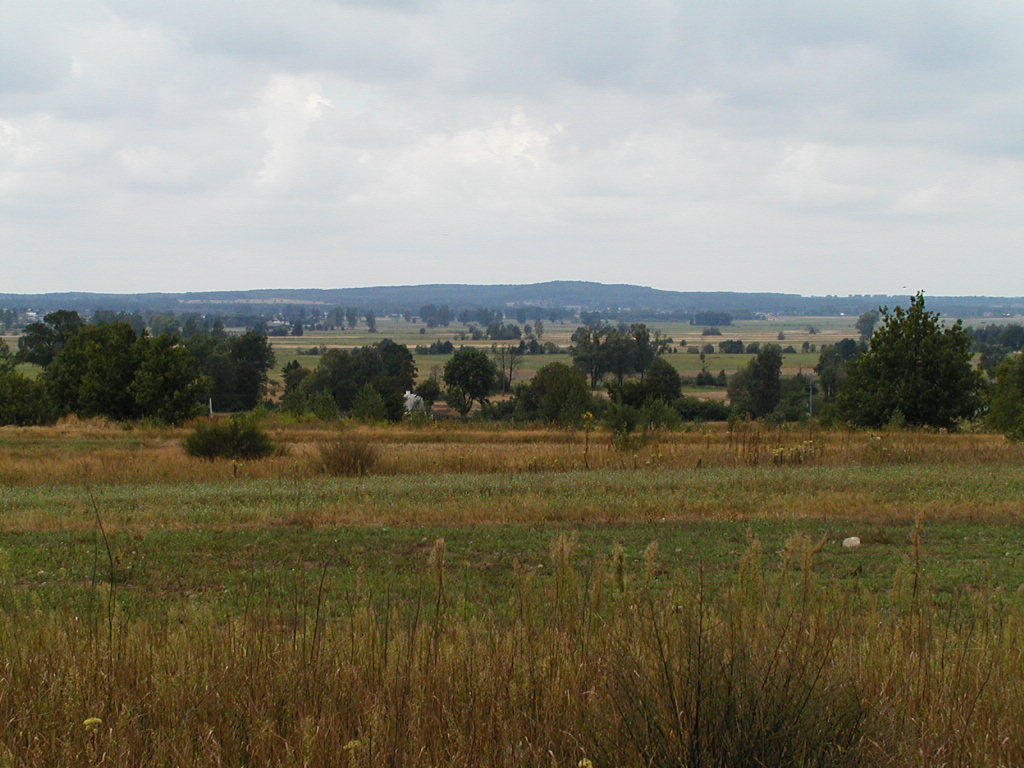
Rezerwat Diabla Góra
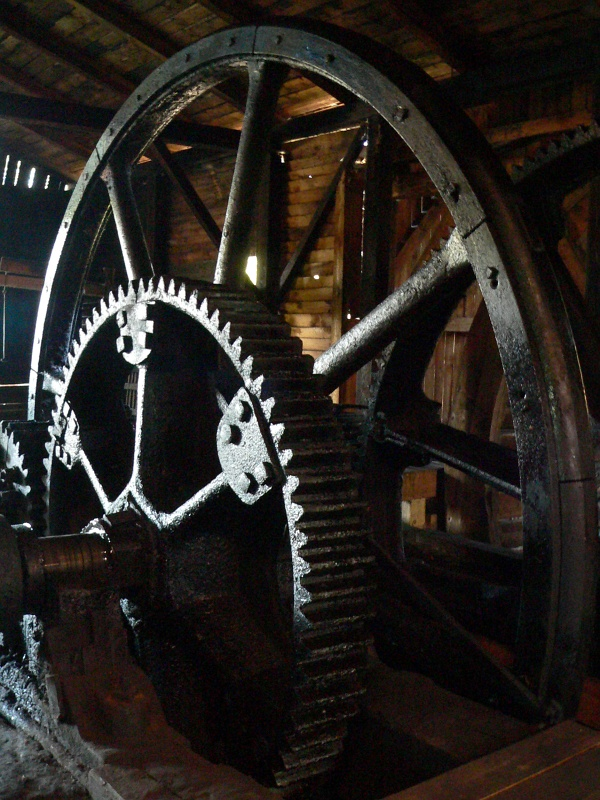
Koło zamachowe "Szaleniec" w muzeum w Maleńcu
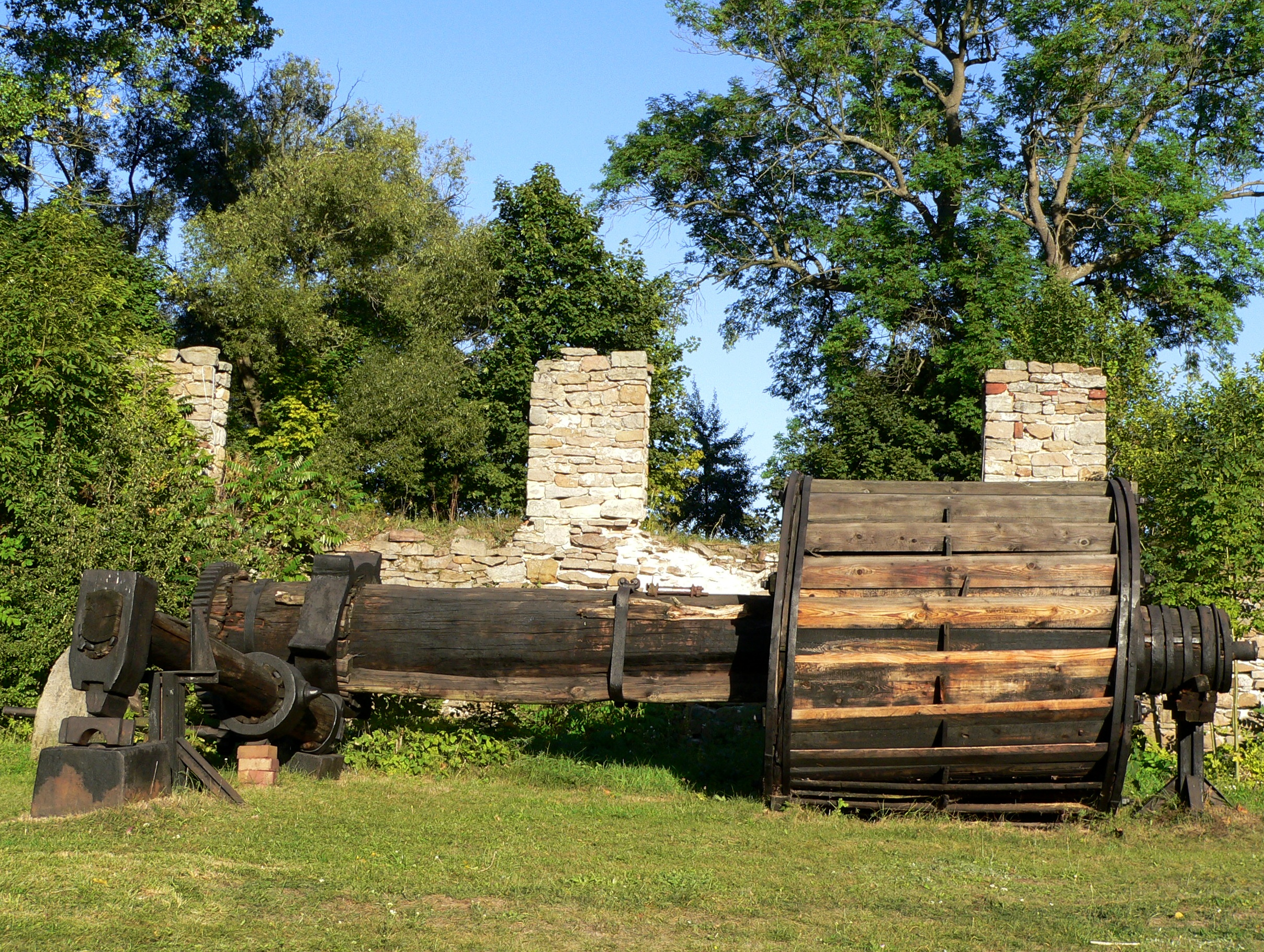
Koło wodne z młotem w muzeum w Sielpi Wielkiej